# Iwabuchi Isao
Isao Iwabuchi (岩淵 功 Iwabuchi Isao, 17/11/1933 – 16/4/2003) là cầu thủ bóng đá người Nhật. Ông thi đấu cho đội tuyển bóng đá quốc gia Nhật Bản.

## Đội tuyển bóng đá quốc gia Nhật Bản
Iwabuchi Isao thi đấu cho Nhật Bản từ năm 1955 đến 1958.

## Thống kê sự nghiệp
| Đội tuyển bóng đá Nhật Bản | Đội tuyển bóng đá Nhật Bản | Đội tuyển bóng đá Nhật Bản |
| Năm                        | Trận                       | Bàn                        |
| -------------------------- | -------------------------- | -------------------------- |
| 1955                       | 3                          | 1                          |
| 1956                       | 3                          | 1                          |
| 1957                       | 0                          | 0                          |
| 1958                       | 2                          | 0                          |
| Tổng cộng                  | 8                          | 2                          |